# Риъл Маккой
Real McCoy, известни също и като M.C. Sar & The Real McCoy, е немска евроденс група, създадена в Берлин през 1986 г. от музикалния продуцент и рап-изпълнител Олаф Йеглица. През 1990 г. в състава се включват вокалистката Патриша Питърсън и рапърът Шампро. Real McCoy добиват популярност с втория си сингъл „It's On You“, който достига челната десетка на музикалните класации в Австрия, Франция и Швейцария. В периода от 1990 до 1995 г. групата създава едни от най-големите си хитове, сред които „Another Night“ („Още една нощ“), „Automatic Lover“ („Автоматичен любовник“) и „Run Away“ („Избягай“).

## Дискография

### Албуми
- On the Move – 1990 г.
- Space Invaders – 1993 г.
- Another Night – 1994 г.
- One More Time – 1997 г.
- Platinum & Gold Collection – 1997 г.

### Сингли
- Pump Up The Jam – 1989 г.
- It's On You – 1990 г.
- Don't Stop – 1990 г.
- Let's Talk About Love – 1992 г.
- No Showbo – 1992 г.
- Another Night – 1994 г.
- Automatic Lover – 1994 г.
- Run Away – 1995 г.
- Love and Devotion – 1995 г.
- Come and Get Your Love – 1995 г.
- Sleeping With An Angel – 1995 г.
- Operator – 1995 г.
- One More Time – 1997 г.
- I Wanna Come (With You) – 1997 г.
- You're Not In It For Love – 1997 г.
- Pump Up The Jam '98 – 1998 г.
- It's On You '99 – 1999 г.
- Hey Now – 2000 г.
- Nite to Remember – 2003 г.
- Slave 2 My Feelings – 2005 г.
- 4 The Lover – 2006 г.
- People are Still Having Sex – 2007 г.